# Apskritis d'Alytus
L'apskritis d'Alytus (en lituanien : Alytaus apskritis) est l'un des dix apskritys de Lituanie. C'est l'apskritis le plus méridional et sa capitale administrative est Alytus. Il fait partie de la région historique de la Dzūkija.
Les deux sites touristiques les plus connus sont la ville thermale de Druskininkai, et le parc Grūtas, qui conserve des statues et monuments de l'époque de l'occupation soviétique. L'apskritis compte aussi plus de 420 lacs.
L'apskritis d'Alytus est divisé en cinq municipalités :
- Municipalité d'Alytus-ville
- Municipalité du district d'Alytus
- Municipalité de Druskininkai
- Municipalité du district de Lazdijai
- Municipalité du district de Varėna